# Carte de plaisance

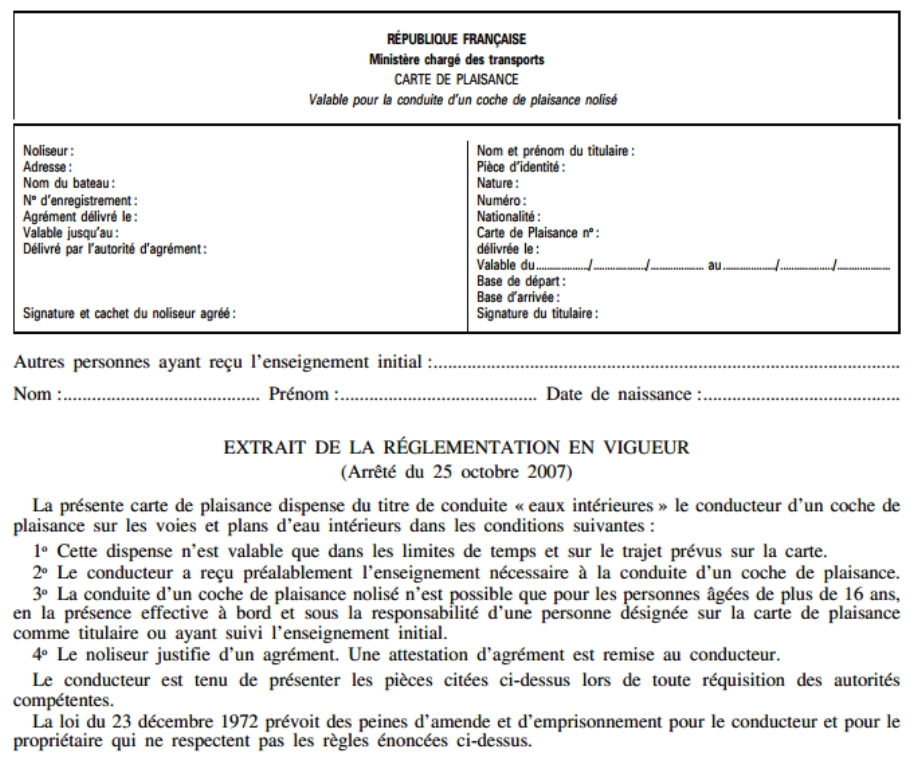
Carte de plaisance pour la conduite de coche touristique de location.

La carte de plaisance permet sans être titulaire d'un permis plaisance en eaux intérieures, la conduite des coche touristique de plaisance sans permis en location sur des canaux et des rivières de France,.

## Utilisation

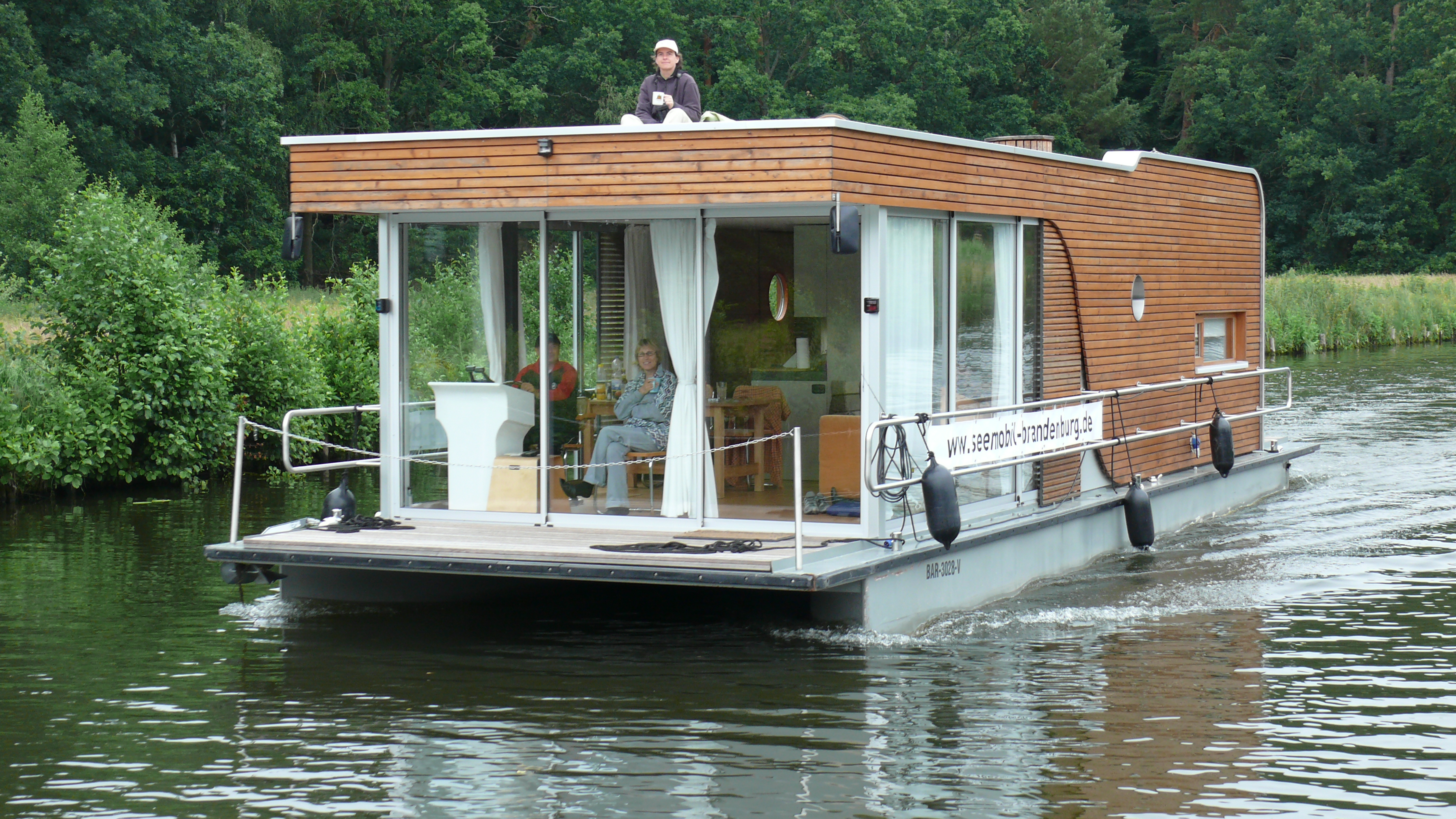
Coche touristique de location.

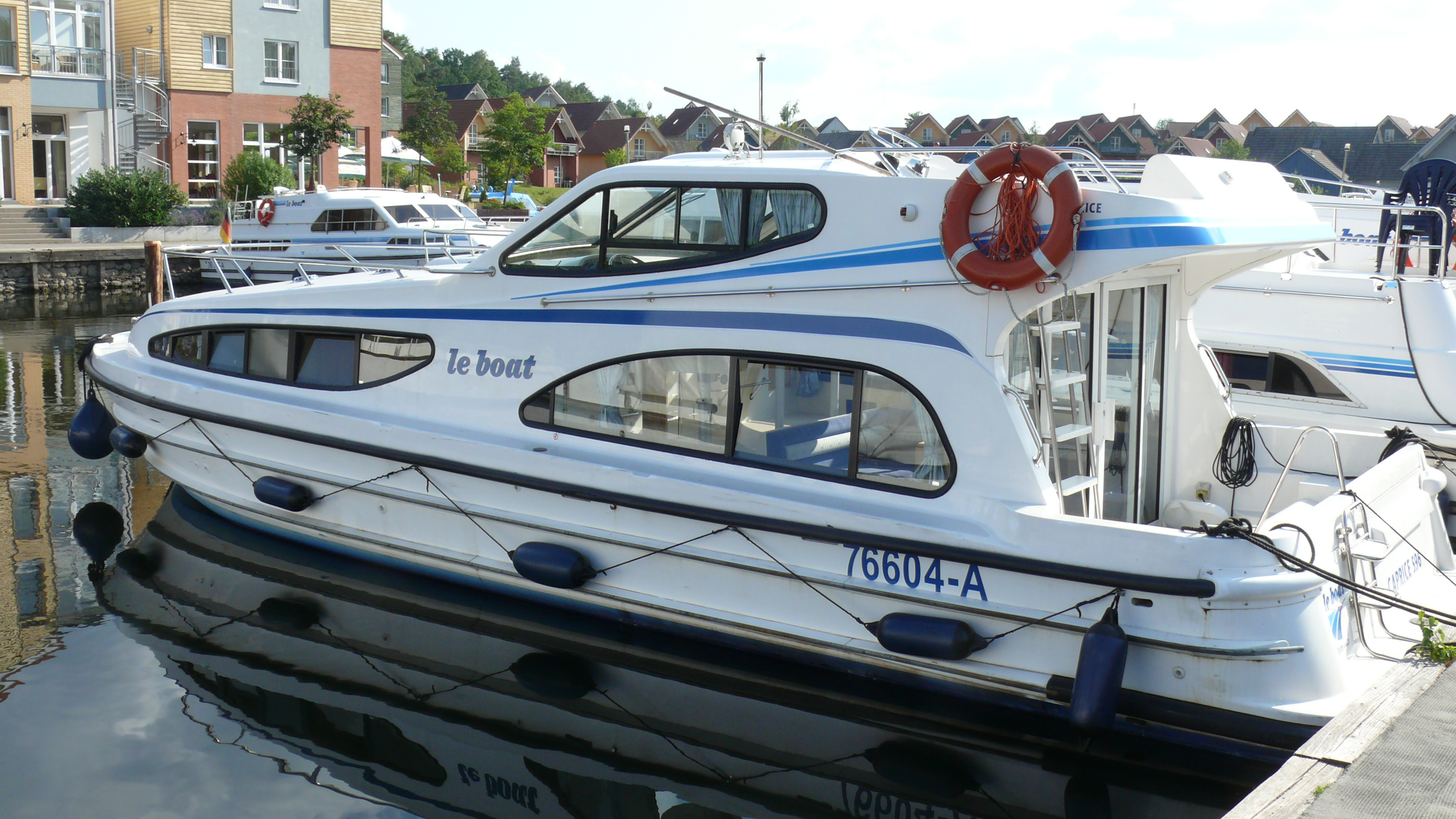
Coche de plaisance.

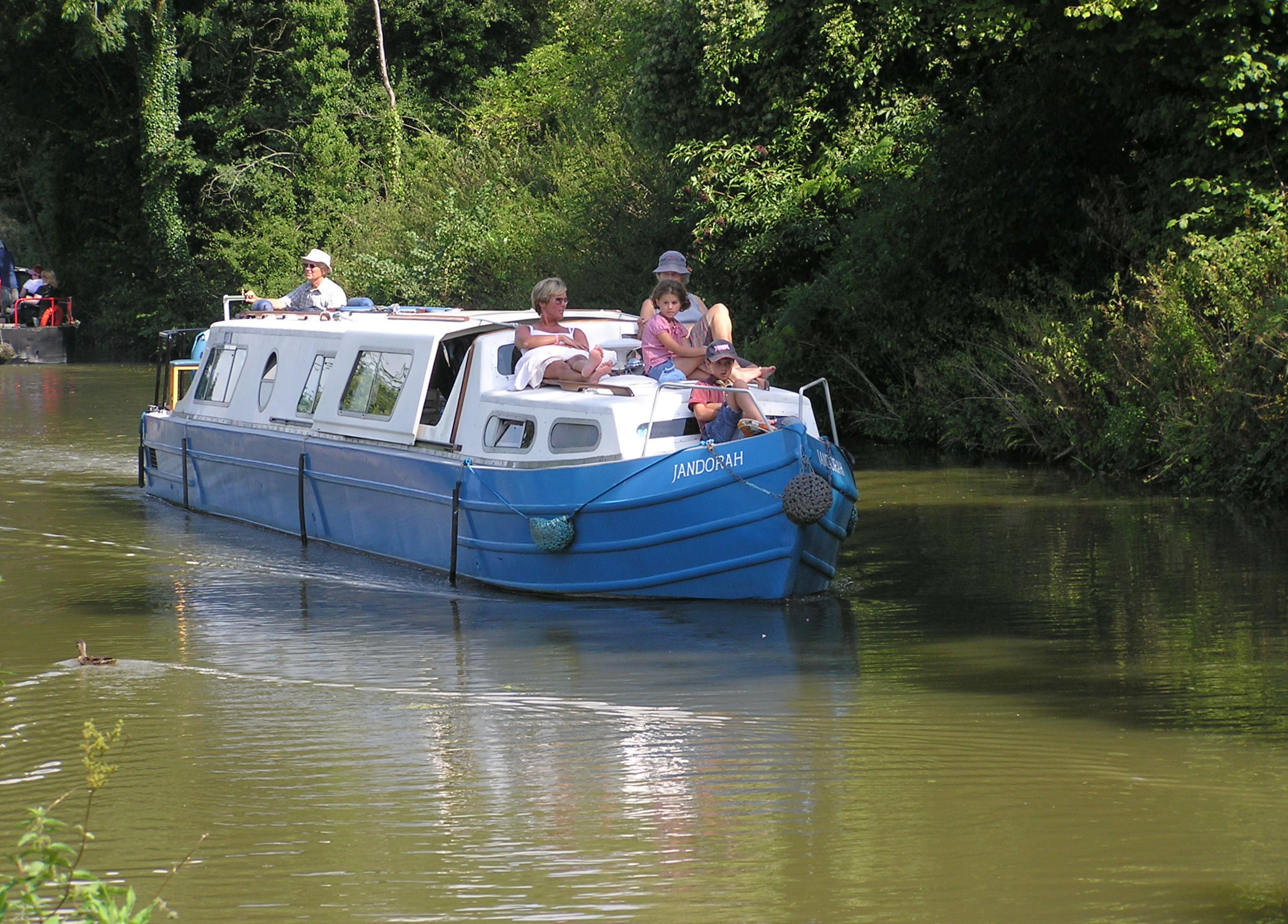
Coche de plaisance

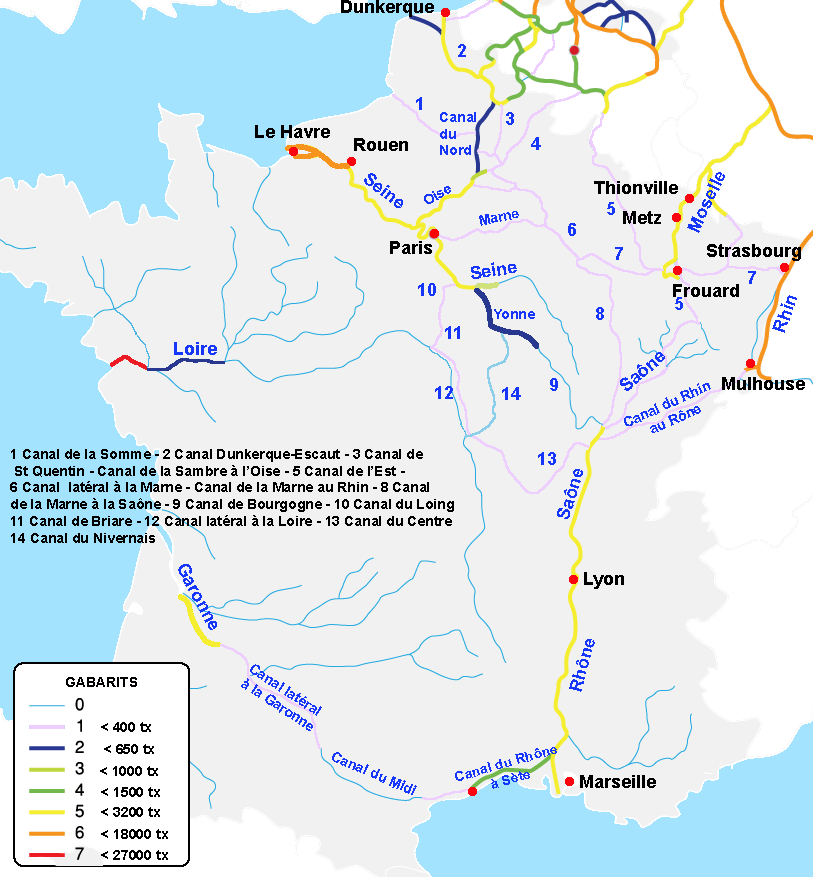
Réseau français eaux intérieures navigables

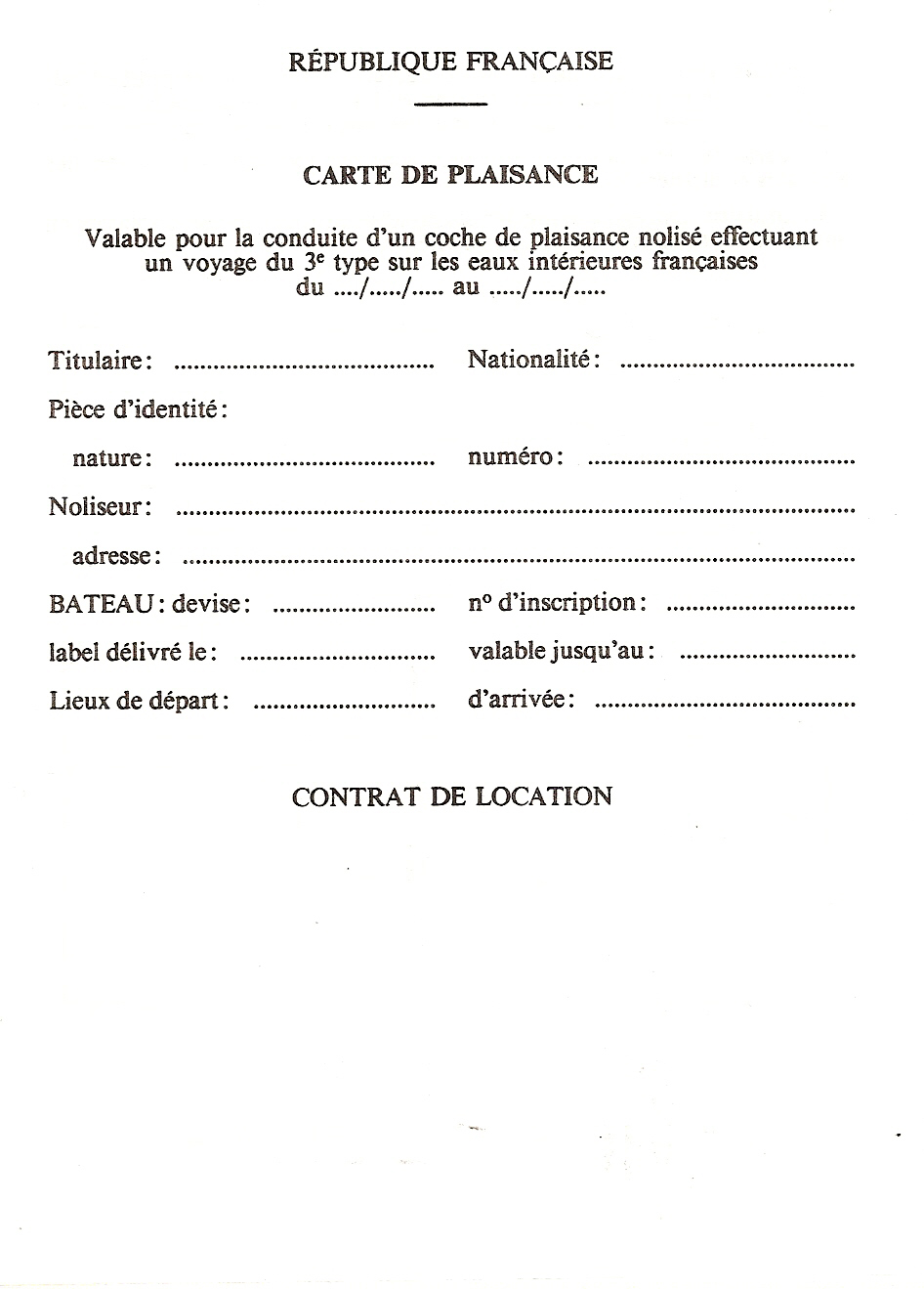
Carte de plaisance de 1991 à 2007 pour la conduite de coche touristique de location.

La carte de plaisance permet exclusivement de jour et à des dates prédéterminées la conduite d'un « coche de plaisance » de location donc la longueur est inférieure à 15 mètres et le taux de motorisation est inférieur à 1,15 (la vitesse ne peut jamais atteindre 20 km/h).
L'entreprise de location dispense une formation suffisante pour la conduite du coche de plaisance en location puis délivre la carte de plaisance.
La carte de plaisance est délivrée pour un seul voyage en eaux intérieures durant la location dans un parcours prédéterminé de « 3e type » (hors des routes des bateaux de commerce).

## Voies d’eau
La carte de plaisance pour la conduite des coches de plaisance nolisés d’une longueur de coque comprise entre 5 et 15 mètres est applicable aux voies d’eaux intérieures nationales,
 à l’exception de (pour lesquelles un permis plaisance est obligatoire) :
- Bassin aquitain :
  - la Gironde ;
  - la Garonne du confluent avec le Lot (écluse de Nicole, PK 946,200) au bec d’Ambès ;
  - la Dordogne, du confluent de la Lidoire, commune de Castillon-la-Bataille, au bec d’Ambès ;
  - l’Isle, de l’écluse de Laubardemont, commune de Sablons, au confluent de la Dordogne ;
  - la Garonne en amont du confluent avec le ruisseau de la Cère (PK 763,300) ;
  - la Garonne entre le pont de Malauze (PK 772,250) et le confluent avec le Lot à l’écluse de Nicole (PK 946,200) ;
  - le Lot en amont du pont de Larnagol, département du Lot (PK 793,600) et entre le barrage de Luzech, département du Lot (PK 867,800) et le barrage de Fumel, département de Lot-et-Garonne (PK 78,400). Et Le Lot en aval de la chaussée de Touzac (PK 88,700) et en amont de la chaussée d’Escambous (PK 110,00)[5]
- Lacs d’Aquitaine et des Landes :
  - la retenue du barrage du Chastang sur la Dordogne (Corrèze) ;
  - le lac d’Hourtin et de Carcans (Gironde) ;
  - le lac de Lacanau (Gironde) ;
  - le lac de Cazaux et de Sanguinet (Gironde et Landes) ;
  - le lac de Biscarrosse et de Parentis (Landes) ;
- Lacs des Alpes et du Jura :
  - le lac Léman ;
  - le lac d'Annecy ;
  - le lac du Bourget ;
  - le lac de Chaillexon (saut du Doubs à Villers-le-Lac) ;
  - le lac de Serre-Ponçon ;
- Bassin de la Bretagne et des Pays de la Loire :
  - la Loire, du PK 169,200, commune de Germigny-sur-Loire dans le département de la Nièvre sur la rivedroite et commune de Jouet-sur-l’Aubois dans le département du Cher sur la rive gauche, à la limite transversale de la mer ;
  - le Lac de Guerlédan.
- Bassin du Rhône :
  - le Rhône sur tout son cours, de la frontière suisse à l’embouchure de la mer, à l’exception du Petit-Rhône.
- Bassin de la Seine :
  - la Seine entre le pont Jeanne-d’Arc à Rouen (PK 242,4) et la limite transversale de la mer ;
  - la Basse-Seine du pont Jeanne-d’Arc à Rouen (PK 242,4) à l’écluse d’Amfreville (PK 202) ;
  - la Seine dans sa traversée de Paris entre le pont aval du boulevard périphérique et le débouché du port de l’Arsenal.
- Bassins de Lorraine et d’Alsace ;
  - l’Ill canalisé entre la terrasse panoramique et le pont Saint-Guillaume ;
  - le Rhin.